# Ned Kelly
Edward Ned Kelly (desembre del 1854 - 11 de novembre del 1880) va ser el més cèlebre bandoler d'Austràlia i, per a molts australians de fet, un heroi popular mercès a la seva actitud desafiant vers les autoritats colonials. Fill d'un home irlandès, nascut a Victòria, ja de jove tingué enfrontaments amb la policia. És conegut per haver estat crida i cerca i assassinat poc després per tres policies. Ell i la seva banda s'havien tornat proscrits. Un violent enfrontament final amb la policia a Glenrowan el va conduir a un judici i captura finals. La sentència va decidir que el pengessin a Melbourne Gaol l'any 1880. En periòdics d'època, The Age i The Herald, cruament, s'hi anota els darrers mots d'en Ned Kelly: "així és la vida". La seva actitud atrevida i notorietat n'han fet una iconal cultural de la història australiana, especialment del folklore i la literatura fins al cinema.